# Аурора-ду-Пара

Аурора-ду-Пара на карте штата.

Аурора-ду-Пара (порт. Aurora do Pará) — муниципалитет в Бразилии, входит в штат Пара. Составная часть мезорегиона Северо-восток штата Пара. Входит в экономико-статистический микрорегион Гуама. Население составляет 26 546 человек на 2010 год. Занимает площадь 1811,840 км². Плотность населения — 14,65 чел./км².
Праздник города — 20 декабря.

## История
Город основан 20 декабря 1990 года.

## Демография
Согласно сведениям, собранным в ходе переписи 2010 г. Национальным институтом географии и статистики (IBGE), население муниципалитета составляет:
| Полное население                               | Полное население                               | Полное население                               | Полное население                               | 26 546 |
| ---------------------------------------------- | ---------------------------------------------- | ---------------------------------------------- | ---------------------------------------------- | ------ |
| в том числе:                                   | Городское население                            | 8 168                                          | Процент городского населения, %                | 30,77  |
|                                                | Сельское население                             | 18 378                                         | Процент сельского населения, %                 | 69,23  |
|                                                | Мужское население                              | 13 620                                         | Процент мужского населения, %                  | 51,31  |
|                                                | Женское население                              | 12 926                                         | Процент женского населения, %                  | 48,69  |
| Плотность населения, чел/км²                   | Плотность населения, чел/км²                   | Плотность населения, чел/км²                   | Плотность населения, чел/км²                   | 14,65  |
| Население муниципалитета в % к населению штата | Население муниципалитета в % к населению штата | Население муниципалитета в % к населению штата | Население муниципалитета в % к населению штата | 0,35   |

По данным оценки 2015 года население муниципалитета составляет 29 492 жителя.

## Статистика
- Валовой внутренний продукт на 2003 год составляет 78 867 311,00 реалов (данные: Бразильский институт географии и статистики).
- Валовой внутренний продукт на душу населения на 2003 год составляет 3478,01 реалов (данные: Бразильский институт географии и статистики).
- Индекс развития человеческого потенциала на 2000 год составляет 0,618 (данные: Программа развития ООН).

## Важнейшие населенные пункты
| № | Населённый пункт | Населённый пункт (порт.) | Категория | Население чел. (2010) | На карте                       |
| - | ---------------- | ------------------------ | --------- | --------------------- | ------------------------------ |
| 1 | Аурора-ду-Пара   | Aurora do Pará           | город     | 8168                  | 2°08′00″ ю. ш. 47°33′30″ з. д. |
| 2 | Балса-ду-Капин   | Balsa do Capim           | поселок   | 1115                  | 2°01′41″ ю. ш. 47°44′57″ з. д. |
| 3 | Вила-Нова        | Vila Nova                | поселок   | 909                   | 2°00′51″ ю. ш. 47°41′09″ з. д. |
| 4 | Репартименту     | Repartimento             | поселок   | 800                   | 2°14′13″ ю. ш. 47°32′02″ з. д. |
| 5 | Сантана-ду-Капин | Santana do Capim         | поселок   | 743                   | 2°02′11″ ю. ш. 47°45′04″ з. д. |
| 6 | Вила-Фатима      | Vila Fátima              | поселок   | 677                   | 2°17′21″ ю. ш. 47°33′55″ з. д. |